# Nombre quasi parfait
En mathématiques, un nombre quasi parfait est un entier n tel que {\displaystyle \sigma (n)=2n+1\,}, où {\displaystyle \sigma \,} est la fonction donnant la somme des diviseurs entiers positifs de n, incluant n. Aucun nombre quasi parfait n'a été trouvé jusqu'à aujourd'hui, mais il a été démontré que, si un nombre quasi parfait existe, alors il est supérieur à 1035 et il a au moins sept diviseurs premiers distincts.

## Relations avec d'autres types de nombres
Il existe des entiers n dont la somme de tous les diviseurs σ(n) est égale à 2n + 2 : 20, 104, 464, 650, 1952, 130304, 522752 ... (suite A088831 de l'OEIS). Beaucoup de ces nombres sont de la forme 2n−1(2n − 3), où 2n − 3 est premier (au lieu de 2n − 1 pour les nombres parfaits).
De plus, il existe des entiers n dont la somme de tous les diviseurs σ(n) est égale à  2n − 1, comme les puissances de 2. On les appelle les nombres presque parfaits.
Les nombres fiancés sont aux nombres quasi parfaits ce que les nombres amicaux sont aux nombres parfaits.